# 报国寺 (上海)
报国寺是位於中國上海青浦區朱家角鎮澱山湖湖畔以及318國道路旁的一座佛教寺廟，也是上海玉佛寺的下院。寺廟裡面的两尊玉佛和一株古树被称为报国寺三宝。那棵古樹為北宋時代的银杏，树高达36.5米，樹幹合围達6米。

## 歷史
报国寺原本是關帝廟，叫作關王廟，建於明朝崇祯十三年（1640年），裡面祭祀的是关羽。後來開始逐步供奉佛教的神明。後來關王廟的大部分建築被毁，至20世纪40年代末期，仅存东、西两殿。殿内有石碑两块，铜钟一口，钟上有一尊金弥陀，後來金弥陀被人盜走，铜钟也在1958年被毁。20世纪80年代初，宗教活动恢复，关王庙修復後依然被定為佛教活动场所，并对外开放。
1989年，上海玉佛寺方丈真禅法师決定將關王廟擴建，並且起名报国寺，取佛教四部弟子报恩于国土之意，並將其設為上海玉佛寺的下院。中国佛教协会会长赵朴初题写了“报国寺”及“净土人间”匾额。报国寺裡面又放入了两尊玉佛。2001年，报国寺又建成了二层天王殿。